# Phản quốc

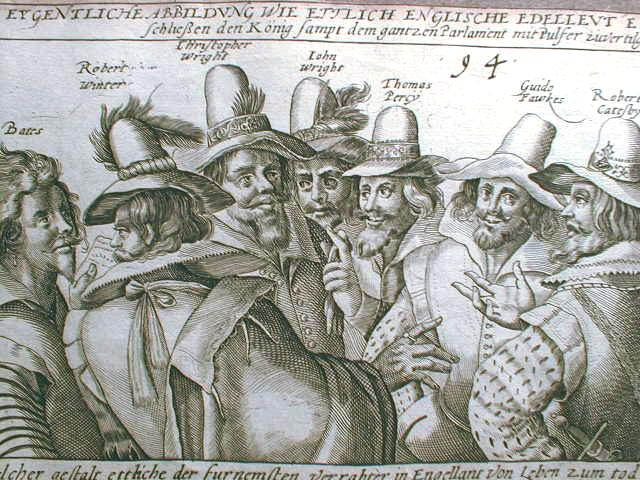
Một minh họa thế kỷ 17 của các nhà lãnh đạo của Âm mưu thuốc súng. Họ đã cố gắng ám sát James I của Anh. Họ đã thất bại và bị kết tội phản quốc và bị kết án treo cổ, kéo lê và xé làm bốn mảnh.

Trong luật, tội phản quốc là tội hình sự về việc không trung thành, điển hình đối với đất nước. Đó là một tội ác bao trùm một số hành vi cực đoan chống lại quốc gia hoặc chủ quyền của quốc gia. Điều này thường bao gồm những việc như tham gia vào cuộc chiến chống lại đất nước, 
cố gắng lật đổ chính phủ, gián điệp theo dõi quân đội, các nhà ngoại giao hoặc các dịch vụ bí mật thay cho một thế lực thù địch và nước ngoài, hoặc cố gắng giết chết người đứng đầu nhà nước. Một người phạm tội phản quốc được biết đến như một kẻ phản quốc.
Trong lịch sử, ở các quốc gia có luật phổ biến, tội phản quốc cũng bao trùm việc giết hại tầng lớp trên xã hội cụ thể, chẳng hạn như việc giết chồng do vợ hoặc là người hầu giết chủ. Sự phản bội chống lại nhà vua được gọi là sự phản bội mức cao và sự phản bội chống lại một tầng lớp kém hơn là sự phản bội mức thấp. Khi các khu vực pháp lý trên toàn thế giới bãi bỏ tội phản quốc mức nhỏ, "tội phản quốc" đã đề cập đến những gì được lịch sử gọi là tội phản quốc mức cao.
Đôi khi, thuật ngữ kẻ phản quốc đã được sử dụng như một văn bia chính trị, bất kể hành động phản quốc có thể được kiểm chứng hay không. Trong một cuộc nội chiến hoặc cuộc nổi dậy, những người chiến thắng có thể coi những người thua cuộc là những kẻ phản quốc. Tương tự như vậy, thuật ngữ phản quốc được sử dụng trong các cuộc thảo luận chính trị nóng  –  điển hình như một trò hề chống lại các nhà bất đồng chính trị, hoặc chống lại các quan chức có quyền lực, những người được coi là không hành động vì lợi ích tốt nhất của cộng đồng. Trong một số trường hợp nhất định, như với Dolchstoßlegende (huyền thoại Stab-in-the-back), lời buộc tội phản quốc đối với một nhóm lớn người có thể là một thông điệp chính trị thống nhất.